# Un momento di felicità
Un momento di felicità è un singolo delle cantautrici italiane Marina Rei e Carmen Consoli, pubblicato il 6 maggio 2022.

## Video musicale
Il video musicale del brano, diretto da Duilio Scalici, è stato pubblicato il 6 maggio 2022 attraverso il canale YouTube di Marina Rei. Il video, girato a Catania, rappresenta le due artiste godersi una giornata al mare.

## Riconoscimenti
Il video è stato premiato come miglior videoclip musicale al Ciak Film Festival.

## Tracce
Testi e musiche di Marina Rei e Carmen Consoli.
1. Un momento di felicità – 3:57